# Мюскода (Вісконсин)
Мюскода (англ. Muscoda) — селище (англ. village) в США, в округах Грант і Айова штату Вісконсин. Населення — 1307 осіб (2020).

## Географія
Мюскода розташована за координатами 43°11′14″ пн. ш. 90°26′2″ зх. д. / 43.18722° пн. ш. 90.43389° зх. д. (43.187317, -90.433759).  За даними Бюро перепису населення США в 2010 році селище мало площу 3,79 км², уся площа — суходіл.

## Демографія
Згідно з переписом 2010 року, у селищі мешкало 1249 осіб у 545 домогосподарствах у складі 325 родин. Густота населення становила 330 осіб/км².  Було 618 помешкань (163/км²).
Расовий склад населення:
| - 98,9 % — білих - 0,3 % — корінних американців - 0,3 % — чорних або афроамериканців - 0,1 % — азіатів |

До двох чи більше рас належало 0,4 %. Частка іспаномовних становила 0,7 % від усіх жителів.
За віковим діапазоном населення розподілялося таким чином: 21,5 % — особи молодші 18 років, 58,7 % — особи у віці 18—64 років, 19,8 % — особи у віці 65 років та старші. Медіана віку мешканця становила 40,6 року. На 100 осіб жіночої статі у селищі припадало 99,2 чоловіків;  на 100 жінок у віці від 18 років та старших — 98,0 чоловіків також старших 18 років.
Середній дохід на одне домашнє господарство  становив 45 841 долар США (медіана — 38 606), а середній дохід на одну сім'ю — 51 853 долари (медіана — 45 357). Медіана доходів становила 40 750 доларів для чоловіків та 30 250 доларів для жінок. За межею бідності перебувало 15,9 % осіб, у тому числі 23,9 % дітей у віці до 18 років та 9,1 % осіб у віці 65 років та старших.
Цивільне працевлаштоване населення становило 603 особи. Основні галузі зайнятості: виробництво — 25,5 %, освіта, охорона здоров'я та соціальна допомога — 21,6 %, роздрібна торгівля — 12,8 %, мистецтво, розваги та відпочинок — 8,1 %.